# HMS Pheasant (U49)
«Фезент» (англ. HMS Pheasant (U49)) — військовий корабель, шлюп типу «Модифікований Блек Свон» Королівського військово-морського флоту Великої Британії за часів Другої світової війни.

## Історія створення
Шлюп «Фезент» був закладений 17 березня 1942 року  на верфі компанії Yarrow Shipbuilders у Скотстоні. 21 грудня того ж року він був спущений на воду, а 12 травня 1943 року увійшов до бойового складу Королівських ВМС Великої Британії.

## Історія служби
Після вступу у стрій шлюп «Фезент» увійшов до складу 7-ї ескортної групи, яка супроводжувала конвої з Великої Британії у Середземне море. Під час першого походу сів на мілину поблизу Триполі. Після ремонту, що тривав місяці, корабель до кінця листопада 1943 року ніс службу в Північний Атлантиці.
У січні 1944 року переданий до складу 55-ї ескортної групи, яка діяла у Середземному морі.  
Наприкінці 1944 року «Фезент» пройшов ремонт та підготовку до переходу на Далекий Схід. Пройшовши через Гібралтар, Коломбо та Дарвін, 5 березня 1945 року «Фезент» прибув в Манус, де був був включений до складу сил охорони пересувної тилової бази Тихоокеанського флоту. Брав участь в операції біля Сакісіма-Гунто.
Після закінчення війни «Фезент» був включений до складу спочатку 1-ї, а потім 32-ї ескортної групи. З жовтня 1945 року по лютий 1946 року пройшов ремонт в Брисбені, після чого вирушив до метрополії, де був виведений в резерв.
У грудні 1962 року корабель був проданий на злам, розібраний у 1963 році.